# Nazionale femminile di pallacanestro del Giappone
La nazionale femminile di pallacanestro del Giappone, selezione delle migliori giocatrici di pallacanestro di nazionalità giapponese,  rappresenta il Giappone nelle manifestazioni internazionali femminili di pallacanestro organizzate dalla FIBA. È gestita dalla Japan Basketball Association.

## Storia
Affiliata alla FIBA dal 1936, la nazionale giapponese, nonostante lo scarso appeal che la pallacanestro nipponica riscuote a livello internazionale, è stata, nell'arco degli anni '70 una delle più forti nazionali al mondo, forte dell'argento ai Mondiali nel 1975 ed al 5º posto alla Olimpiade dell'anno seguente. Dopo un calo vistoso, l'acuto con l'Argento olimpico a Tokyo 2020.

Nei Campionati continentali asiatici, come la compagine maschile, la fa da padrona, con 21 medaglie su 24 partecipazioni.

## Piazzamenti

### Olimpiadi
- 1976 - 5º
- 1996 - 7º
- 2004 - 10º
- 2016 - 8º
- 2020  2º

### Campionati del mondo
- 1964 - 9º
- 1967 - 5º
- 1971 - 5º
- 1975 -  2º
- 1979 - 6º

- 1983 - 12º
- 1990 - 12º
- 1994 - 12º
- 1998 - 9º
- 2002 - 13º

- 2010 - 10º
- 2014 - 14º
- 2018 - 9º
- 2022 - 9º

### Campionati asiatici
- 1965 -  2º
- 1968 -  2º
- 1970 -  1º
- 1974 -  2º
- 1976 -  3º

- 1978 -  3º
- 1980 -  3º
- 1982 -  3º
- 1984 -  3º
- 1986 - 4º

- 1988 - 4º
- 1990 -  3º
- 1992 -  3º
- 1994 -  3º
- 1995 -  3º

- 1997 -  2º
- 1999 -  2º
- 2001 -  2º
- 2004 -  2º
- 2005 - 4º

- 2007 -  3º
- 2009 -  3º
- 2011 -  3º
- 2013 -  1º
- 2015 -  1º

- 2017 -  1º
- 2019 -  1º
- 2021 -  1º
- 2023 -  2º
- 2025 -  2º

### Giochi asiatici
- 1974 -  1º
- 1978 -  3º
- 1982 -  3º
- 1986 -  3º
- 1990 - 4º

- 1994 -  2º
- 1998 -  1º
- 2002 - 4º
- 2006 -  3º
- 2010 -  3º

- 2014 -  3º
- 2018 -  3º
- 2022 -  2º

## Formazioni

### Olimpiadi
Pallacanestro ai Giochi della XXI Olimpiade - Torneo femminile4 Wakitashiro, 5 Yamamoto, 6 Satake, 7 Namai, 8 Miyamoto, 9 Hashimoto, 10 Ōtsuka, 11 Kadoya, 12 Aonuma, 13 Hayashida, 14 Matsuoka, 15 Fukui,        All. Masatoshi Ozaki
Pallacanestro ai Giochi della XXVI Olimpiade - Torneo femminile4 Ichijō, 5 Murakami, 6 Ōyama, 7 Hagiwara, 8 Mikawa, 9 Yamada, 10 Katō, 11 Harada, 12 Okazato, 13 Kawasaki, 14 Nagata, 15 Hamaguchi,        All. Fumikazu Nakagawa
Pallacanestro ai Giochi della XXVIII Olimpiade - Torneo femminile4 Hamaguchi, 5 Konno, 6 Ōyama, 7 Yabuuchi, 8 Kawabata, 9 Kawakami, 10 Yano, 11 Eguchi, 12 Tachikawa, 13 Ōga, 14 Yashiro, 15 Nagata,        All. Tomohide Utsumi
Pallacanestro ai Giochi della XXXI Olimpiade - Torneo femminile4 Kondō, 5 Miyazama, 6 Mamiya, 7 Kurihara, 8 Takada, 9 Miyoshi, 10 Tokashiki, 11 Nagaoka, 12 Yoshida, 13 Machida, 14 Motokawa, 15 Ō,        All. Tomohide Utsumi
Pallacanestro ai Giochi della XXXII Olimpiade - Torneo femminile0 Nagaoka, 8 Takada, 12 Miyoshi, 13 Machida, 15 Motohashi, 20 Tōdō, 27 Hayashi, 30 Mawuli, 32 Miyazaki, 52 Miyazawa, 88 Akaho, 99 Okoye,        All. Tom Hovasse
Pallacanestro ai Giochi della XXXIII Olimpiade - Torneo femminile3 S. Mawuli, 8 Takada, 12 Yoshida, 13 Machida, 15 Motohashi, 23 Yamamoto, 27 Hayashi, 30 E. Mawuli, 32 Miyazaki, 52 Miyazawa, 75 Tōdō, 88 Akaho,        All. Tōru Onzuka

### Campionati del mondo
Campionato mondiale femminile di pallacanestro 19644 Akiyama, 5 Kojima, 6 Sakai, 7 Ōki, 8 Ōta, 9 Kataoka, 10 Furuta, 11 Hayafuku, 12 Kanatake, 13 Fujiwara, 14 Yamaguchi, 15 Nanba,        All. Masayuki Katsura
Campionato mondiale femminile di pallacanestro 19674 Shimozono, 5 Ōkawa, 6 Hori, 7 Hayashi, 8 Yanagi, 9 Sutō, 10 Kakutani, 11 Emori, 12 Aragaki, 13 Maeda, 14 Yokoyama,        All. Masami Komori
Campionato mondiale femminile di pallacanestro 19714 Maeda, 5 Aragaki, 6 Tsuboi, 7 J. Kuroda, 8 Kumagai, 9 Ko, 10 Gosima, 11 Wada, 12 S. Kuroda, 13 Wakitashiro, 14 Satake, 15 Nisimura,        All. Masatoshi Ozaki
Campionato mondiale femminile di pallacanestro 19754 Hayashida, 5 Furuno, 6 Aonuma, 7 Ōtsuka, 8 Namai, 9 Miyamoto, 10 Hashimoto, 11 Yamamoto, 12 Kadoya, 13 Satake, 14 Wakitashiro, 15 Fukui,        All. Masatoshi Ozaki
Campionato mondiale femminile di pallacanestro 19794 Matsuoka, 5 Shibukawa, 6 Suzuki, 7 Araki, 8 Fukui, 9 C. Satō, 10 Iwasaki, 11 Otani, 12 Nakagawa, 13 K. Satō, 14 Koike, 15 Hashizume,        All. Masatoshi Ozaki
Campionato mondiale femminile di pallacanestro 19834 Yamamoto, 5 Nakahashi, 6 Fujii, 7 Ōno, 8 Chikaishi, 9 Matsuura, 10 Kubota, 11 Shimizu, 12 Sugihara, 13 Harada, 14 Takahashi, 15 Hashizume,        All. Shigeru Harada
Campionato mondiale femminile di pallacanestro 19904 Tanabe, 5 Sumi, 6 Muramatsu, 7 Kuroda, 8 Yamada, 9 Mikawa, 10 Kakizaki, 11 Suzuki, 12 Ichijō, 13 Hagiwara, 14 Katō, 15 Takeuchi,        All. Fumikazu Nakagawa
Campionato mondiale femminile di pallacanestro 19944 Harada, 5 Mikawa, 6 Kakizaki, 7 Ichijō, 8 Hagiwara, 9 Murakami, 10 Katō, 11 Tacheuki, 12 Yamada, 13 Hamaguchi, 14 Ōyama, 15 Okazato,        All. Fumikazu Nakagawa
Campionato mondiale femminile di pallacanestro 19984 Kawakami, 5 Hagiwara, 6 Murakami, 7 Katō, 8 Horibe, 9 Yoshiyama, 10 Miki, 11 Hamaguchi, 12 Ōyama, 13 Okazato, 14 Yamada, 15 Nagata,        All. Fumikazu Nakagawa
Campionato mondiale femminile di pallacanestro 20024 Hamaguchi, 5 Okazato, 6 Ōyama, 7 Yano, 8 Kawabata, 9 Kawakami, 10 Tachikawa, 11 Horibe, 12 Watanabe, 13 Yamada, 14 Yashiro, 15 Nagata,        All. Norihiko Kitahara
Campionato mondiale femminile di pallacanestro 20104 Nagi, 5 Takada, 7 Mitani, 8 |Suzuki, 9 Suwa, 10 Fujiyoshi, 11 Sakurada, 12 Yoshida, 13 Ōga, 14 Takahashi, 15 Ishikawa,        All. Fumikazu Nakagawa
Campionato mondiale femminile di pallacanestro 20144 Ōba, 5 Takada, 6 Mamiya, 7 Yamamoto, 8 Miyamoto, 9 Kudeken, 10 Tokashiki, 11 Kurihara, 12 Nagaoka, 13 Ōga, 14 Miyazawa, 15 Ō,        All. Tomohide Utsumi
Campionato mondiale femminile di pallacanestro 20180 Nagaoka, 1 Fujioka, 7 Mizushima, 8 Takada, 13 Machida, 15 Motohashi, 24 Kurihara, 30 Mawuli, 41 Nemoto, 52 Miyazawa, 88 Akaho, 99 Okoye,        All. Tom Hovasse
Campionato mondiale femminile di pallacanestro 20223 Mawuli, 5 Masuma, 8 Takada, 10 Tokashiki, 14 Yoshida, 23 Yamamoto, 31 Hirashita, 32 Miyazaki, 52 Miyazawa, 75 Tōdō, 88 Akaho, 99 Okoye,        All. Tōru Onzuka

### Campionati asiatici
Campionato asiatico femminile di pallacanestro 19994 T. Sakuraba, 5 Shimada, 6 Murakami, 7 Katō, 8 Yamada, 9 Yoshiyama, 10 Miki, 11 Hamaguchi, 12 Ōyama, 13 Okazato, 14 R. Hattori, 15 Nagata,        All. -
Campionato asiatico femminile di pallacanestro 20014 Hamaguchi, 5 Okazato, 6 Ōyama, 7 Yano, 8 Kawabata, 9 Kawakami, 10 Ōga, 11 Eguchi, 12 Yabuuchi, 13 Koga, 14 Yashiro, 15 Nagata,        All. -
Campionato asiatico femminile di pallacanestro 20044 Hamaguchi, 5 Konno, 6 Ōyama, 7 Yabuuchi, 8 Kawabata, 9 Kawakami, 10 Yano, 11 Eguchi, 12 Tachikawa, 13 Ōga, 14 Yashiro, 15 Nagata,        All. Tomohide Utsumi
Campionato asiatico femminile di pallacanestro 20054 Mitani, 5 Miki, 6 Ishikava, 7 Eguchi, 8 Sakakibara, 9 Kawabata, 10 Yanagimoto, 11 Yashiro, 12 Yano, 13 Ōga, 14 Yamada, 15 Ikeda,        All. Junichi Ara
Campionato asiatico femminile di pallacanestro 20074 Isoyama, 5 Suwa, 6 Mitani, 7 Watanabe, 8 Sakakibara, 9 Iwamura, 10 Utsumi, 11 Yashiro, 12 Yoshida, 13 Ōga, 14 Yamada, 15 Ikeda,        All. Tomohide Utsumi
Campionato asiatico femminile di pallacanestro 20094 Hamaguchi, 5 Yashiro, 6 Obata, 7 Mitani, 9 Sakurada, 10 Takahashi, 11 Yamada, 12 Yoshida, 13 Ōga, 14 Takada, 15 Utsumi,        All. Fumikazu Nakagawa
Campionato asiatico femminile di pallacanestro 20114 Nagi, 5 Takada, 6 Mamiya, 7 Mitani, 8 Ishikawa, 9 Kudeken, 10 Tokashiki, 11 Kimura, 12 Yoshida, 13 Ōga, 14 Ōba, 15 Nagaoka,        All. Fumikazu Nakagawa
Campionato asiatico femminile di pallacanestro 20134 Ōba, 5 Motoyama, 6 Mamiya, 7 Sakuragi, 8 Miyamoto, 9 Kudeken, 10 Tokashiki, 11 Fujiwara, 12 Yoshida, 13 Ōga, 14 Miyazama, 15 Ō,        All. Tomohide Utsumi
Campionato asiatico femminile di pallacanestro 20154 Mitani, 5 Miyazama, 6 Mamiya, 7 Kurihara, 8 Takada, 9 Yamamoto, 10 Tokashiki, 11 Shinozaki, 12 Yoshida, 13 Machida, 14 Motokawa, 15 Ō,        All. Tomohide Utsumi
Campionato asiatico femminile di pallacanestro 20170 Nagaoka, 1 Fujioka, 6 Osaki, 7 Mizushima, 8 Takada, 12 Yoshida, 13 Machida, 20 Kondō, 22 Kawamura, 30 Mawuli, 39 Akaho, 52 Miyazawa,        All. Tom Hovasse
Campionato asiatico femminile di pallacanestro 20190 Nagaoka, 8 Takada, 10 Tokashiki, 13 Machida, 14 Motokawa, 15 Motohashi, 27 Hayashi, 30 Mawuli, 33 Nakada, 45 Watanabe, 52 Miyazawa, 88 Akaho,        All. Tom Hovasse
Campionato asiatico femminile di pallacanestro 20213 Mawuli, 18 Nishioka, 20 Tōdō, 21 Nagata, 23 Yamamoto, 27 Hayashi, 32 Miyazaki, 33 Nakada, 41 Namoto, 81 Miyashita, 88 Akaho, 99 Okoye,        All. Toru Onzuka
Campionato asiatico femminile di pallacanestro 20233 Mawuli, 8 Takada, 12 Asahina, 15 Motohashi, 18 Nishioka, 23 Yamamoto, 27 Hayashi, 31 Hirashita, 32 Miyazaki, 59 Hoshi, 75 Tōdō, 88 Akaho, 99 Okoye,        All. Tōru Onzuka
Campionato asiatico femminile di pallacanestro 20252 Konno, 3 Mawuli, 4 Kawai, 8 Takada, 10 Tokashiki, 26 Tanaka, 37 Yabu, 52 Miyazawa, 59 Hoshi, 75 Tōdō, 77 Kuribayashi, 99 Okoye,        All. Corey Gaines

### Giochi asiatici
Pallacanestro ai VII Giochi asiaticiAonuma, Aoyama, Furuno, Hashimoto, Kadoya, Miyamoto, Nagai, Namai, Ōtsuka, Wakitashiro, Yamamoto, All. -
Pallacanestro agli VIII Giochi asiaticiAmano, Araki, Fukui, Hashizume, Itani, Iwasaki, Nakagawa, C. Satō, K. Satō, Shibukawa, K. Suzuki, N. Suzuki, All. -
Pallacanestro ai IX Giochi asiaticiFujii, Hashizume, Ito, Kinjo, Kizuka, Kubota, Kumagai, Nehyo, Shimizu, Suzuki, Sugihara, Tanaka, All. Hideo Enomoto
Pallacanestro ai X Giochi asiatici4 Kubota, 5 Takaya, 6 Horiuchi, 7 Takeyama, 8 Shimizu, 9 Harada, 10 Ishii, 11 Matsuura, 12 Satō, 13 Nogura, 14 Kuroda, 15 Takara,        All. Kazuo Nakamura
Pallacanestro ai XII Giochi asiaticiHagiwara, Hamaguchi, Harada, Ichijō, Kakizaki, Katō, Mikawa, Murakami, Okazato, Ōyama, Takeuchi, Yamada, All. -
Pallacanestro ai XIII Giochi asiaticiHamaguchi, Hattori, Kawakami, Miki, Nagata, Okazato, Ōyama, Shimada, Tsukahara, Ka. Yamada, Ku. Yamada, Yoshiyama, All. -
Pallacanestro ai XIV Giochi asiatici4 Hamaguchi, 5 Okazato, 6 Ōyama, 7 Yano, 8 Kawabata, 9 Kawakami, 10 Tachikawa, 11 Horibe, 12 Watanabe, 13 Yamada, 14 Yashiro, 15 Nagata,        All. -
Pallacanestro ai XV Giochi asiatici4 Isoyama, 5 Suwa, 6 Morimoto, 7 Watanabe, 8 Sakakibara, 9 Nakagawa, 10 Utsumi, 11 Hata, 12 Yoshida, 13 Ōga, 14 Yamada, 15 Ikeda,        All. Tomohide Utsumi
Pallacanestro ai XVI Giochi asiatici4 Nagi, 5 Takada, 6 Mamiya, 7 Mitani, 8 Suzuki, 9 Suwa, 10 Fujiyoshi, 11 Sakurada, 12 Yoshida, 13 Ōga, 14 Takahashi, 15 Ishikawa,        All. Fumikazu Nakagawa
Pallacanestro ai XVII Giochi asiatici4 Mawuli, 5 Suwa, 6 Motokawa, 7 Mori, 8 Kawahara, 9 Ushida, 10 Machida, 11 Miyoshi, 12 Katō, 13 Ōnuma, 14 Watanabe, 15 Akaho,        All. Tatsushi Isshiki
Pallacanestro ai XVIII Giochi asiatici2 Takehara, 3 Mawuli, 9 Suzuki, 11 Shinozaki, 15 Yasuma, 22 Kawamura, 23 Nagata, 27 Hayashi, 32 Miyazaki, 33 Nakada, 45 Watanabe, 66 Umezawa,        All. Natsumi Yabuuchi
Pallacanestro ai XIX Giochi asiatici4 Kawai, 8 Takada, 11 Yabu, 12 Asahina, 15 Motohashi, 27 Hayashi, 31 Hirashita, 32 Miyazaki, 59 Hoshi, 75 Tōdō, 88 Akaho, 99 Okoye,        All. -